# Marco Fritz
Marco Fritz (* 3. Oktober 1977 in Korb) ist ein ehemaliger deutscher Fußballschiedsrichter.

## Werdegang
Seit seinem sechsten Lebensjahr ist Fritz Mitglied des SV Breuningsweiler, für den er seit 1997 als Schiedsrichter tätig ist. Er pfeift im Landesverband Württemberg und ist seit 2006 DFB-Schiedsrichter. In der Saison 2008/09 kam er erstmals in der 2. Bundesliga zum Einsatz. Im Laufe der Spielzeit zeigte er 34 Gelbe Karten und einmal die Rote Karte. Mit 32 Jahren stieg er nach einer Zweitliga-Saison in die Bundesliga auf. Seinen ersten Einsatz hatte er dort am 22. August 2009 beim Heimspiel des SC Freiburg gegen Bayer 04 Leverkusen.
Für Aufsehen sorgte seine Fehlentscheidung am 17. Januar 2010 beim Zweitligaspiel des MSV Duisburg gegen den FSV Frankfurt, als er einen Torschuss, der von der Querlatte abprallte und etwa einen Meter vor der Torlinie wieder aufsprang, auf Anzeigen seines Assistenten als Treffer zum 5:0-Endstand für den MSV Duisburg anerkannte.
Fritz wurde 2012 neben Felix Zwayer auf die Liste der FIFA-Schiedsrichter gesetzt. Babak Rafati und Peter Sippel wurden im Gegenzug von der Liste genommen. International eingesetzt wurde er erstmals in der Qualifikation zur U-19-EM 2012, als er am 23. Mai 2012 die Partie zwischen Griechenland und der Türkei leitete.
Zusammen mit seinen Assistenten Dominik Schaal und Marcel Pelgrim leitete er das DFB-Pokalfinale 2015/16 am 21. Mai 2016 im Berliner Olympiastadion zwischen dem FC Bayern München und Borussia Dortmund.
Fritz wurde 2020 vom DFB zum Schiedsrichter des Jahres gewählt.
Bei der Europameisterschaft 2021 fungierte Fritz von Nyon aus als Videoschiedsrichter. Er war unter anderem Videoschiedsrichter des Halbfinales zwischen Italien und Spanien (1:1 n. V., 4:2 i. E.). Im folgenden Jahr war er Videoassistent bei der Fußball-Weltmeisterschaft 2022. 2023 war er als Videoschiedsrichter bei der Fußball-Weltmeisterschaft der Frauen im Einsatz. Bei dieser war er unter anderem Videoschiedsrichter im Spiel um Platz 3 zwischen Schweden und Australien (2:0).
Zum Ende der Saison 2023/24 beendete Fritz seine aktive Schiedsrichterkarriere.
Fritz war als Video-Assistent bei der Europameisterschaft 2024 im Einsatz.
Zum 1. Januar 2025 wurde Fritz Leiter Evaluation, Beobachtungen und Regelauslegung der DFB Schiri GmbH.

## Privates
Fritz ist Bankkaufmann und lebt im württembergischen Korb. Zu seinen Hobbys zählen Sport und Musik.